# Corallomyces leucocephalum
Corallomyces leucocephalum är en svampart som först beskrevs av Franz Wilhelm Junghuhn, och fick sitt nu gällande namn av Elias Fries 1849. Corallomyces leucocephalum ingår i släktet Corallomyces, divisionen sporsäcksvampar och riket svampar.   Inga underarter finns listade i Catalogue of Life.